# Lu Jingjing
Lu Jingjing (chin. upr. 卢晶晶, chin. trad. 盧晶晶, pinyin Lú Jīngjīng; ur. 5 maja 1989) – chińska tenisistka, reprezentantka kraju w rozgrywkach Pucharu Federacji.

## Kariera tenisowa
Pierwsze profesjonalne mecze w karierze rozegrała w 2005 roku, biorąc udział, dzięki dzikiej karcie, w kwalifikacjach gry singlowej i turnieju głównym gry deblowej w Shenzhen. Był to niewielki turniej rangi ITF. Start nie był jednak udany i w obu przypadkach udział w zawodach skończył się na pierwszej rundzie. W 2006 roku, na turnieju w Nowym Delhi, udanie przeszła kwalifikacje i w turnieju głównym osiągnęła półfinał gry singlowej i finał debla. Jeszcze w tym samym roku udało jej się dotrzeć do finału singla, w Chengdu, w którym przegrała z Brytyjką Melanie South. Pierwszy turniej w swojej karierze wygrała w 2008 roku, w Pune, rewanżując się za poprzedni finał Melanie South. W sumie wygrała cztery turnieje singlowe i trzynaście deblowych rangi ITF.
W rozgrywkach WTA po raz pierwszy wystąpiła w 2007 roku, w kwalifikacjach do turnieju w Sztokholmie ale odpadła już w pierwszej rundzie. Lepiej poszło jej w Pekinie, gdzie wygrała pierwszą rundę kwalifikacji z rodaczką Li Ting a przegrała drugą z Amerykanką Julie Ditty. W 2008 roku zagrała w turnieju kwalifikacyjnym do wielkoszlemowego US Open, ale przegrała w pierwszej rundzie z Tziporą Obziler z Izraela. W następnym roku, dzięki dzikiej karcie, zagrała w turnieju głównym w Pekinie, przegrała jednak w pierwszej rundzie z Anabel Mediną Garrigues.

## Finały turniejów WTA
| Legenda                     | Legenda |
| --------------------------- | ------- |
| Wielki Szlem                |         |
| Igrzyska olimpijskie        |         |
| WTA Tour Championships      |         |
| WTA Elite Trophy            |         |
| 2009 – 2020                 |         |
| WTA Premier Mandatory       |         |
| WTA Premier 5               |         |
| WTA Premier                 |         |
| WTA International Series    |         |
| WTA 125K series (2012–2020) |         |

### Gra podwójna 4 (2-2)
| Końcowy wynik | Nr | Data             | Turniej  | Nawierzchnia  | Partnerka   | Przeciwniczki                | Wynik finału       |
| ------------- | -- | ---------------- | -------- | ------------- | ----------- | ---------------------------- | ------------------ |
| Zwyciężczyni  | 1. | 7 sierpnia 2016  | Nanchang | Twarda        | Liang Chen  | Shūko Aoyama Makoto Ninomiya | 3:6, 7:6(2), 13-11 |
| Zwyciężczyni  | 2. | 10 września 2017 | Dalian   | Twarda        | You Xiaodi  | Guo Hanyu Ye Qiuyu           | 7:6(2), 4:6, 10-5  |
| Finalistka    | 1. | 5 listopada 2017 | Zhuhai   | Twarda (hala) | Zhang Shuai | Duan Yingying Han Xinyun     | 2:6, 1:6           |
| Finalistka    | 2. | 29 lipca 2018    | Nanchang | Twarda        | You Xiaodi  | Jiang Xinyu Tang Qianhui     | 4:6, 4:6           |

## Wygrane turnieje rangi ITF
| turnieje z pulą nagród 100 000 $ |
| turnieje z pulą nagród 75 000 $  |
| turnieje z pulą nagród 50 000 $  |
| turnieje z pulą nagród 25 000 $  |
| turnieje z pulą nagród 15 000 $  |
| turnieje z pulą nagród 10 000 $  |

### Gra pojedyncza
|    | Data       | Turniej  | ($)    | Naw.   | Finalistka       | Wynik         |
| 1. | 16/11/2008 | Pune     | 25 000 | twarda | Melanie South    | 6:3, 6:1      |
| 2. | 09/01/2011 | Quanzhou | 50 000 | twarda | Stéphanie Foretz | 3:6, 7:6, 6:3 |
| 3. | 16/01/2011 | Pingguo  | 25 000 | twarda | Tetiana Łużanśka | 7:5, 6:4      |
| 4. | 16/07/2017 | Naiman   | 25 000 | twarda | Karman Thandi    | 6:2, 6:1      |